# Liste der Bahnhöfe und Haltepunkte in Hanau

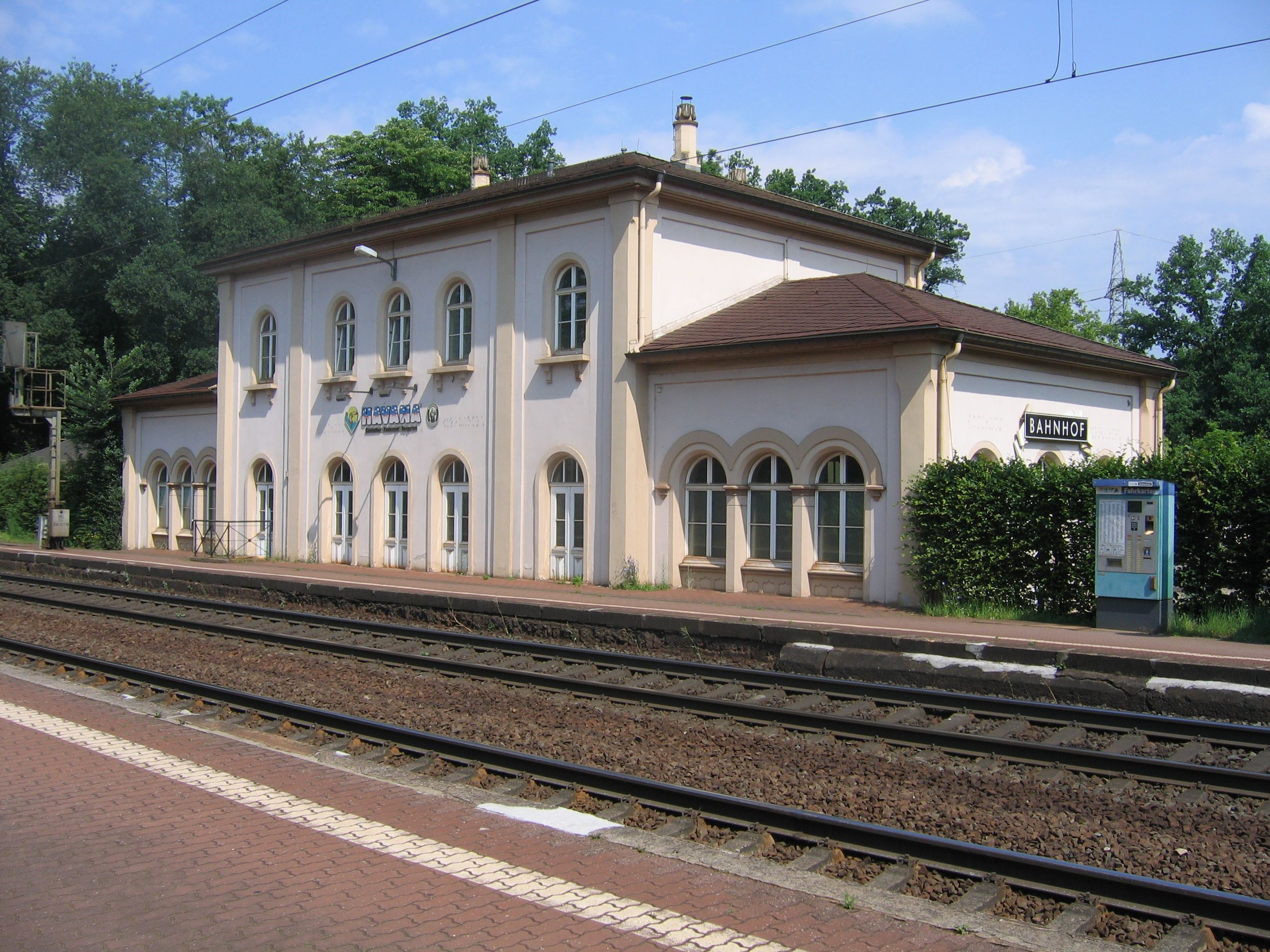
Hanau-Wilhelmsbad

Der Eisenbahnknotenpunkt Hanau weist eine Reihe von Bahnhöfen und Haltepunkten auf. Als Fernbahnhof dient der Hauptbahnhof (ehemals: „Hanau Ost“).
Zwei Bahnhöfe werden von der S-Bahn Rhein-Main angefahren. Mit der Umsetzung des Projekts der in Planung befindlichen Nordmainischen S-Bahn würden zwei weitere Hanauer Bahnhöfe an das S-Bahn-Netz angeschlossen, aber kein neuer Halt entstehen.

## Legende
| S-Bahnhof | Regionalbahnhof | Fernbahnhof | Güterbahnhof | Aufgelassen/geplant |

## Liste
| Name                                      | Gattung (Haltepunkt oder Bahnhof, bedienende Zuggattung) | Strecke(n) | Inbetriebnahme | Anmerkung |
| ----------------------------------------- | -------------------------------------------------------- | --- | -------------- | --- |
| Hanau-Wilhelmsbad                         | Haltepunkt, (RE), RB                                     | Frankfurt Süd–Aschaffenburg | 1848           | Empfangsgebäude von Julius Eugen Ruhl; künftig: S-Bahn-Halt der nordmainischen S-Bahn                                                        |
| Hanau West                                | Haltepunkt, (RE), RB                                     | Frankfurt Süd–Aschaffenburg | 1848           | Ehemals: „Hanau“ – erster „Hauptbahnhof“ von Hanau; künftig: S-Bahn-Halt der nordmainischen S-Bahn                                           |
| Hanau Hauptbahnhof                        | Bahnhof, ICE, IC, RE, RB, VIAS, HLB, S-Bahn              | Frankfurt–Bebra (Hanau–Frankfurt, Kinzigtalbahn), Frankfurt Schlachthof–Hanau, Frankfurt Süd–Aschaffenburg, Bahnstrecke Friedberg–Hanau, Odenwaldbahn | 1867           | Ehemals: „Hanau Ost“ |
| Hauptgüterbahnhof                         | Güterbahnhof                                             | Frankfurt–Bebra (Hanau–Frankfurt, Kinzigtalbahn), Frankfurt Süd–Aschaffenburg, Bahnstrecke Friedberg–Hanau, Odenwaldbahn                              | 1867           | Die Gleisanlagen überschnitten sich mit denen des Hauptpersonenbahnhofs.                                                                     |
| Klein Steinheim, später: Steinheim (Main) | Bahnhof                                                  | Frankfurt–Bebra | 1873           | Aufgegeben mit der Eröffnung der parallel geführten südmainischen S-Bahn 1995                                                                |
| Steinheim (Main)                          | Haltepunkt, S-Bahn                                       | Frankfurt Schlachthof–Hanau | 1995           | Ersetzte den Bahnhof Steinheim (Main) an der parallel verlaufenden Fernbahnstrecke                                                           |
| Hanau-Klein Auheim                        | Haltepunkt, VIAS                                         | Odenwaldbahn | 1882           | Rückgebauter Bahnhof |
| Großauheim                                | Haltepunkt, RB, HLB                                      | Frankfurt Süd–Aschaffenburg | 1854           | |
| Wolfgang (Kr Hanau)                       | Bahnhof, RB                                              | Frankfurt–Bebra | 1867           | |
| Hanau Nord                                | Haltepunkt, RB                                           | Friedberg–Hanau, Hanauer Kleinbahn | 1879           | Bis Fahrplanwechsel 2010: Bedienung durch HLB.                                                                                               |
| Hanau Kleinbahnhof                        | Bahnhof                                                  | Hanauer Kleinbahn | 1896           | Betriebsmittelpunkt der Hanauer Kleinbahn, unmittelbar benachbart zu Hanau Nord. Personenverkehr aufgegeben 1931, Betriebseinstellung: 1933. |
| Wiener Spitze                             | Güterbahnhof                                             | Bahnstrecke Frankfurt Süd–Aschaffenburg | 1854           | Ehemaliger Ortsgüterbahnhof von Hanau, etwa 1920 stillgelegt                                                                                 |
| Mainhafen Hanau                           | Güterbahnhof                                             | Hafenbahn Hanau | 1924           | |
| Neuhof                                    | Haltepunkt                                               | Hanauer Kleinbahn | 1896           | aufgelassen 1931 mit Einstellung der Kleinbahn                                                                                               |